# Mauro Giuliani

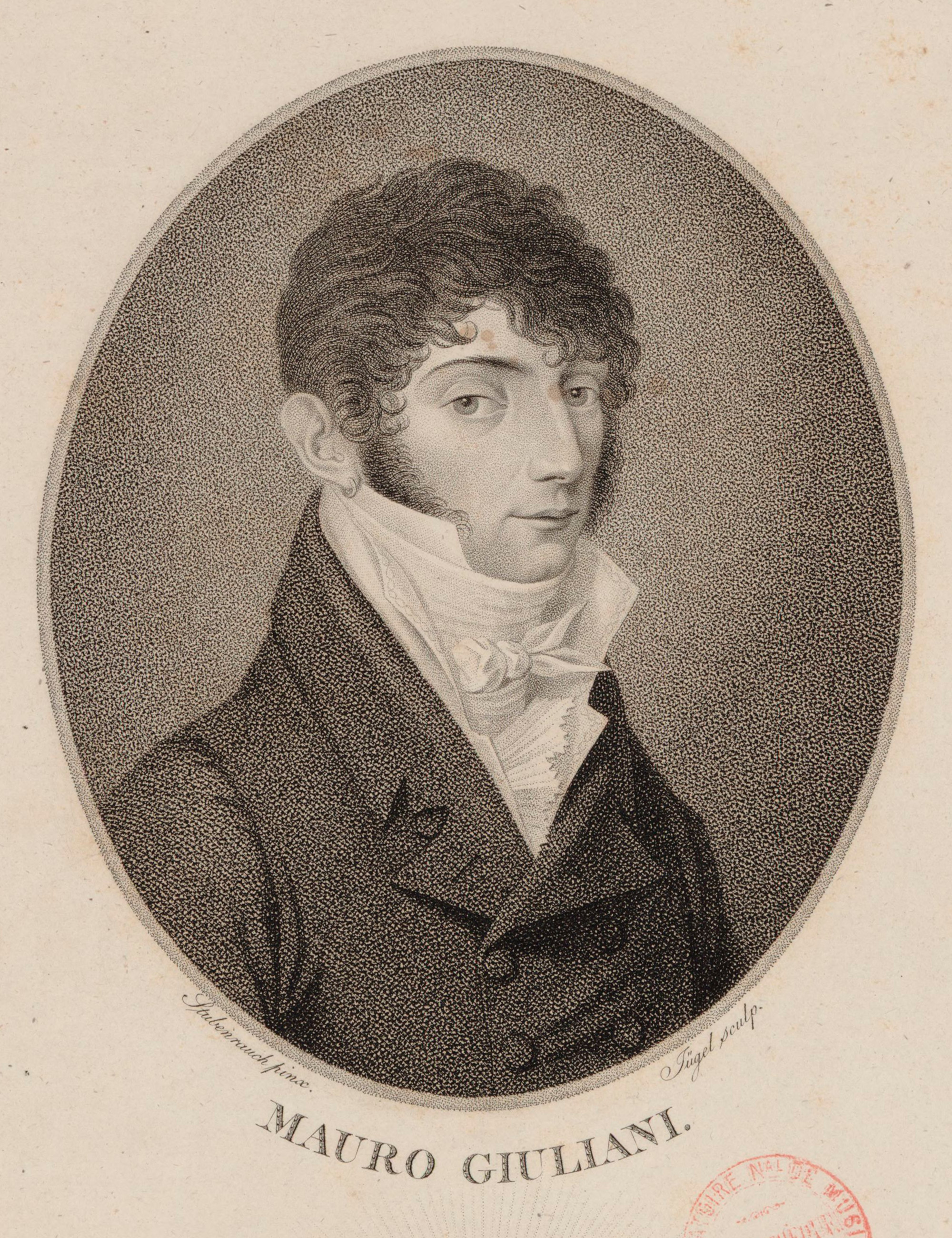
Mauro Giuliani

Mauro Giuliani (* 27. Juli 1781 in Bisceglie; † 8. Mai 1829 in Neapel) war ein italienischer Gitarrist und Komponist.

## Leben
Mauro Giuliani studierte in seiner Jugend Gitarre, Violoncello und Flöte. Im Laufe der Zeit widmete er sich aber ausschließlich dem Gitarrenspiel. Mit 18 Jahren konzertierte er in Italien und in Frankreich. 1806 ließ er sich in Wien als Solist, Lehrer und Komponist nieder und machte sich schon bald einen Namen als Gitarrist und Gitarrenlehrer. Er freundete sich mit Anton Diabelli, Johann Nepomuk Hummel, Ignaz Moscheles und Louis Spohr an und musizierte mit ihnen. 1813/14 wirkte er zudem in mehreren Konzerten Beethovens als Cellist mit. Um 1814 war Beethoven gemeinsam mit Elisabeth Röckel Gast einer Abendgesellschaft im Hause Giulianis (Während seiner Wiener Zeit war Giuliani beteiligt an einem Künstlerkreis, der sich als Ludlums-Gesellschaft bezeichnete).
Auf dem Höhepunkt seines Erfolges sollte sich jedoch sein Schicksal wenden: 1819 musste er Wien wahrscheinlich aus persönlichen Gründen verlassen, denn er hinterließ einige Schulden, sodass seine Konten und sein Eigentum beschlagnahmt wurden.
Quasi aus Wien „vertrieben“ fand er eine neue Heimat in seinem Geburtsland Italien. Erst ließ er sich in Venedig nieder und wohnte im Hotel de Gran Bretania, später zog er nach Rom. Während seines Aufenthaltes in Italien komponierte er Le Rossiniane. Mit diesen Kompositionen trug auch er seinen Teil zum damals herrschenden „Rossini-Fieber“ bei. Im Juli 1823 unternahm Giuliani Konzertreisen nach Neapel, wo sich ihm die Gelegenheit bot, bei seinem schwerkranken Vater zu sein. In Neapel trat er mit seiner Tochter Emilia Giuliani-Guglielmi, die 1813 geboren wurde, im Duo auf. Ende des Jahres 1828 erkrankte er immer häufiger, schließlich starb er am 8. Mai 1829 in Neapel. Bis zu seinem Tod hatte er den Wunsch, wieder nach Wien zurückzukehren.
Ferdinand Pelzer benannte zu Mauro Giulianis Ehren die ab 1833 in London herausgegebene erste ernsthafte Gitarrenzeitschrift  The Giulianiad, or Guitarist’s Magazine. 150 Jahre später, 1983 ff., erschienen in Freiburg i. Br. die von Joerg Sommermeyer i. V. m. der Internationalen Gitarristischen Vereinigung edierten Saitenblätter für die Gitarre und Laute im Gedächtnis und als Hommage für Mauro Giuliani und die „alte“ Giulianiad jetzt als Nova Giulianiad betitelt.

## Bedeutung des Gitarrenvirtuosen
„Die ‚endgültige‘ Modifizierung der Gitarre ist in den letzten Dezennien des 18. Jahrhunderts anzusiedeln, also etwa zwischen 1770 und 1800. In genau dieser Zeit wurden diejenigen Komponisten geboren, die der Gitarre das enorme Ansehen verschafften, das sie schließlich im 19. Jahrhundert besaß: im Februar 1778 Fernando Sor, im April 1784 Dionisio Aguado, schon 1781 Mauro Giuliani und andere mehr. Wir stehen an der Schwelle zur Blütezeit der Gitarre, kurz vor der ‚Vollendung‘ des Instruments.“ (Peter Päffgen)
Giuliani wurde zu einer der glanzvollsten Erscheinungen unter den Gitarrenvirtuosen des 19. Jahrhunderts. Seine Interpretation zeichnete sich durch individuelles künstlerisches Temperament aus, das stets die Bewunderung und den Enthusiasmus der Zuhörer weckte. Die Berichte über das Auftreten Giulianis in Wien überschlugen sich vor Begeisterung. So schrieb die Allgemeine musikalische Zeitung (AMZ) im Mai 1808: „Am 3ten dieses Monats gab M. Giuliani, vielleicht der erste aller Gitarre-Spieler, welche bisher existieren, im Redoutensaal eine Akademie mit verdientem Beyfalle. Man muss diesen Künstler durchaus selbst gehört haben, um sich einen Begriff von seiner ungemeinen Fertigkeit und seinem präcisen, geschmackvollen Vortrage machen zu können.“ (Konrad Ragossnig).
Am 13. Januar 1815 schrieb die AMZ: „Auch Hr. Louis Spohr...gab am 11ten, und Hr. Mauro Giuliani am 26sten Concert im kl. Red. Saale. Beyde Künstler bewahrten ihren Ruf als vollendete Meister ihrer Instrumente, erster auf der Violine, letzterer auf der Guitarre.“ (Konrad Ragossnig).

## Werk
Mauro Giuliani hat über 200 Werke für Gitarre komponiert, er gilt als der „Mozart der Gitarre“. Er veränderte auch das Notenbild: Giuliani war (wie Wenzel Matiegka) einer der ersten Gitarrenkomponisten, die für das Instrument eine polyphone Notation verwendeten, bei der sich die Stimmen durch die Richtung der Notenhälse unterscheiden:
Werke für Gitarre solo (Auswahl):
- didaktische Werke: op. 1a,[3][4], 1b,[5] op. 48, op. 111
- Variationen op. 2, op. 7, op. 20[6]
- Variationen über „Nel cor piú non mi sento“ op. 4[7]
- 6 Variationen mit Polonaise und Finale op. 9[8]
- Caprice op. 11
- Dodici monferrine op. 12[9]
- Sonate brillant C-Dur op. 15
- Sinfonia aus La Cenerentola von Gioachino Rossini[10]
- 6 variazioni facili op. 32[11]
- Dodici scozzesi op. 33[12]
- 6 variazioni op. 34[13]
- 6 variazioni su „La Folia“ op. 45[14] (Thema und Variationen über eine Folia d’Espagne)[15]
- 12 variazioni facili, sulla canzone populare austriaca op. 47[16]
- 24 Etüden op. 48[17]
- Variationen über „I bin a Kohlbauern Bub“ op. 49
- Le Papillon op. 50[18]
- Grande Ouverture op. 61
- 3 Sonatinen op. 71 1-3
- 6 Variationen op. 87
- Grandes Variations pour la Guitarre ... La Sentinelle op. 91 (Das Thema stammt wahrscheinlich von Alexandre-Étienne Choron[19]; jedoch war ein gleichnamiges Werk von Hortense de Beauharnais ein vielgesungener Hit in dieser Zeit[20])
- Grandes variations sur la romance favorite Partant pour la Syrie op. 104 von Hortense de Beauharnais, gewidmet der Gitarristin und Komponistin Anne Emmerich[21]
- Variationen op. 107 über ein Thema von Georg Friedrich Händel
- La Caccia („La Chasse“) op. 109 (1826)[22]
- 6 grandi variazioni op. 112[23]
- Gran Variazioni per Chitarra sopra l'Aria favorita: „Oh! Cara Armonia“ op. 114 (Rom, 1823)
- Le Rossiniane Nr. 1 op. 119; Nr. 2, op. 120; Nr. 3, op. 121; Nr. 4; Nr. 5; Nr. 6
- Variazioni sul cavatina del Bacini (Tema: „Jo ti vidi e t’adorai“) op. 128[24]
- 6 leichte fortschrittliche Stücke op. 139[25]
- Variazioni con finale su temi napoletani op. 140–145[26]
- Canzonetta favorita variata (Tema: „Tengo più di trentun’ anni, e mi voglio maritar“) op. 147[27]
- Giulianate op. 148
- Gran Sonata Eroica op. 150
- Variationen über „Gott! erhalte Franz den Kaiser“ von Joseph Haydn
- La Melanconia

Werke für zwei Gitarren:
- Grandi variazioni concertanti op. 35
- Variazioni concertanti op. 130

Kammermusik:
- Serenade op. 19 (Trio) für Git/Vl/Vc[28]
- Große Sonate e-moll op. 25 für Vl und Git
- Gran Duetto concertante op. 52 für Fl (Vl) und Git
- Quintett – Introduktion, Thema mit Variationen und Polonaise op. 65 für Gitarre und Streichquartett
- 2 Rondos op. 68 für Git und Klav
- Duettino facile op. 77 für Fl (Vl) und Git
- Große Serenade D-Dur op. 82 für Fl und Git
- Große Sonate A-Dur op. 85 für Fl (Vl) und Git

Konzerte mit Orchester:
- Concerto A-Dur op. 30, uraufgeführt am 3. April 1808 in Wien[29][30]
- Concerto A-Dur op. 36 (für Terzgitarre)
- Concerto F-Dur op. 70 (für Terzgitarre)

Sonstige Werke:
- Marie Louise au Berceau de son Fils. Romance, op. 27 (für drei Gesangsstimmen und Clavecin oder Gitarre).